# El chico de la armónica
El chico de la armónica ist ein Lied des spanischen Sängers und Schauspielers Micky, das unter anderem auch in seiner englischen Version The Mouth Organ Boy bekannt ist und in Deutschland durch das deutschsprachige Cover Der Junge mit der Mundharmonika von Bernd Clüver größere Bekanntheit erlangte.

## Entstehung und Veröffentlichung
Geschrieben wurde das Lied vom spanischen Liedtexter José Fernando Arbex Miró. Die erste Interpretation des Liedes stammt vom spanischen Sänger und Schauspieler Micky aus dem Jahr 1971, der das Stück zunächst als 7″-Single (Katalog: 3-10659), unter dem Musiklabel RCA Victor, in seiner Heimat Spanien veröffentlichte. Diese Interpretation wurde ebenfalls vom Autor Miró produziert. Das Engineering erfolgte unter der gemeinsamen Leitung von José Antonio Alvarez Alija, Manuel Barrios und Nacho Dogan. Als Studiomusiker ist unter anderem Paco Ruiz an der Bassgitarre zu hören. Die Single erschien im Original – mit seinem spanischen Text – unter dem englischsprachigen Titel The Mouth Organ Boy. Der Originaltitel „El chico de la armonica“ wurde lediglich als Klammerzusatz hinzugefügt. Als B-Seite enthält die Single das Lied Follow Me (Sigueme). Später erschien die Single auch mit einem englischen Text unter dem Titel The Mouth-Organ Boy, der ebenfalls von Miró stammt und durch RCA Records veröffentlicht wurde (Katalog: 3-10672). Auf den Frontcovern der Singles ist – neben Künstlernamen und Liedtitel – ein kleiner Junge, der auf seiner Mundharmonika spielt, zu sehen. Die Coverrückseite zeigt ebenfalls den Jungen, neben Micky, auf der Rückenlehne einer Parkbank sitzend. Das Artwork hierzu stammt von Miguel Cutillas, die Fotografie von Wladimiro Bas.
In Deutschland erschien die gleiche Singleausführung im Februar 1972 (Katalog: 74-16 138). In Mexico erschien eine Promo-Single zu The Mouth Organ Boy (El chico de la armónica) im Jahr 1972 (Katalog: 76-3666). Im gleichen Jahr wurde die Single in Frankreich unter dem französischen Titel L’enfant à l’harmonica mit seinem spanischen Text veröffentlicht (Katalog: 40.011). 1974 war El chico de la armónica Teil von Mickys Debütalbum Soy así.

## Inhalt
Der Liedtext zu El chico de la armónica ist in spanischer Sprache verfasst. Die Komposition sowie der Liedtext entstammen von José Fernando Arbex Miró. Musikalisch bewegt sich das Lied im Bereich des Glam Rocks und des Softrocks. Das Tempo beträgt 106 Schläge pro Minute.
Aufgebaut ist das Lied auf zwei Strophen und einem Refrain. Das Lied beginnt mit der ersten vierzeiligen Strophe, auf die der Refrain folgt. Der gleiche Vorgang wiederholt sich mit der zweiten Strophe. Während des zweiten Refrains steigt ein Chor im Hintergrund des zweiten Teils eins. Nach dem zweiten Refrain folgt ein Mundharmonika-Solo mit Chorgesang, ehe der dritte Refrain folgt. Dieser Vorgang wiederholt sich zweimal zum Abschluss des Liedes.
| «Escucho … al muchacho tocar, esa triste canción, pero nadie se vuelve. Escucho … como toca al pasar, esa triste canción, con su armónica de amor.» – Refrain, Originalauszug aus „El chico de la armónica“ | “So listen, to the mouth organ boy. Listen how he play his song. Looking always so lonley. So listen to the mouth organ boy. Play a now where his song. It’s his way to ask for love.” – Refrain, Originalauszug aus „Mouth Organ Boy“ |

## Mitwirkende
| Liedproduktion - José Fernando Arbex Miró: Komponist, Liedtexter, Musikproduzent - José Antonio Alvarez Alija: Engineering - Manuel Barrios: Engineering - Nacho Dogan: Engineering - Micky: Gesang - Paco Ruiz: Bassgitarre | Artwork (Cover) - Wladimiro Bas: Fotografie - Miguel Cutillas: Artwork Unternehmen - RCA Victor: Musiklabel |

## Kommerzieller Erfolg
Micky erreichte in seiner Heimat Spanien mit El chico de la armónica für eine Woche die Spitzenposition der offiziellen Singlecharts. Die Single konnte sich in der Chartwoche vom 27. März 1972 auf Position eins platzieren.

## Coverversionen

### Bernd Clüver –Der Junge mit der Mundharmonika

#### Entstehung und Veröffentlichung
Bei Der Junge mit der Mundharmonika handelt es sich um eine deutschsprachige Neuaufnahme von Bernd Clüver des Originals El chico de la armónica aus dem Jahr 1971. Die Komposition von José Fernando Arbex Miró blieb hierbei unverändert, sie wurde lediglich durch Alexander Gordan neu arrangiert. Der neu übersetzte Liedtext stammt von Peter Orloff. Darüber hinaus zeichnete Orloff auch als Produzent der Neuaufnahme verantwortlich. Das Lied erschien als Teil von Clüvers gleichnamigen Debütalbum sowie als 7"-Single. Es handelt sich hierbei um die zweite Singleauskopplung aus dem Album, bereits im Januar 1972 erschien mit Sie kommt wieder (Katalog: 10 963 AT) Clüvers Debütsingle und erste Singleauskopplung. Die Single erschien unter dem deutschen Musiklabel Hansa im November 1972 (Katalog: 12 387 AT) in Deutschland sowie Österreich und wurde durch Universal Music Publishing beziehungsweise Gemstone Edition verlegt. Als B-Seite findet sich das Lied Holiday Girl (Sea Side Shuffle) auf der Single wieder. Wie beim Original beinhaltet auch Clüvers Single den englischsprachigen Klammerzusatz „Mouth Organ Boy“. Auf dem blau gehaltenen Frontcover ist – neben Künstlernamen und Liedtitel – Clüver zu sehen, der sich über ein Geländer beugt. Auf der Rückseite findet sich eine Schreibmaschine wieder, aus der ein Stück Papier, auf dem die Kurzbiografie Clüvers zu lesen ist, herausschaut. Im gleichen Jahr seiner Veröffentlichung erschien die Single auch in den Niederlanden. Hier erschien sie unter dem Musiklabel Omega International mit der B-Seite Sie kommt wieder (Katalog: OM 36.045-H). Die gleiche Singleausführung erschien im Folgejahr in Belgien (Katalog: OM 36.045 Y). Ebenfalls 1973 erschien eine französische Version von Clüver, mit dem Titel L’enfant à l’harmonica, als 7"-Single in Frankreich (Katalog: Biram 6109 065) und den Niederlanden (Katalog: Omega International OM 36.118). Im November 1973 erschien unter Fable International die englischsprachige Version Mouth Organ Boy von Clüver in Australien (Katalog: FB-199). Als B-Seite enthält diese Single das Lied All I Really Need. Um das Lied zu bewerben, erfolgten unter anderem drei Liveauftritte in der ZDF-Musikshow ZDF-Hitparade. Darüber hinaus spielte Clüver eine Hauptrolle in der deutschen Liebesfilmromanze Zwei im siebenten Himmel im Jahr 1974, hierbei kommt es auch zu einer Szene, in der Clüver das Lied singt.
| „Der Junge mit der Mundharmonika Singt von dem, was einst geschah In silbernen Träumen von der Barke mit der gläsernen Fracht, die in sternklarer Nacht deiner Traurigkeit entflieht.“ – Refrain, Originalauszug aus „Der Junge mit der Mundharmonika“ | « Cet enfant qui jouait de l’harmonica. Etait un enfant sans joie. Si triste, si triste, solitaire, il jouait avec son coeur. Il jouait pendant des heures pour trouver un peu de bonheur. » – Refrain, Originalauszug aus „L’enfant a l’harmonica“ |

#### Hintergrund
Clüver war bereits während seiner Studentenzeit mit Freunden in verschiedenen Lokalen im Mannheimer Raum als „Rock- und Underground-Disc-Jockey“ tätig. Er machte hierbei Bekanntschaft mit der Mannheimer Pop- und Beatgruppe Joy & The Hit Kids. Dessen Schlagzeuger Hans W. Herkenne überredete ihn zu Probeaufnahmen, die in Herkennes Wohnzimmer erfolgten. Die Demoaufnahmen sorgten für Aufsehen und Clüver erhielt eine Einladung zur Internationalen Funkausstellung (IFA) nach Berlin, um beim Talentschuppen des SWF aufzutreten. Des Weiteren erhielt er eine Einladung von Peter Meisel und Peter Orloff, um mit ihnen Probeaufnahmen zu machen. Im November 1971 nahm er seine Debütsingle Sie kommt wieder auf, welche aber nicht mehr als ein „Achtungserfolg“ wurde. Als Nachfolge hatte Orloff die Eindeutschung von Dr. Hooks Sylvia’s Mother vorgesehen, womit Clüver jedoch nicht einverstanden war. Alternativ hatte man das spanische Lied El chico de la armónica ins Auge gefasst, zu dem bereits ein englischer Text existierte: The Mouth Organ Boy. Orloff schrieb in einer „Nacht- und Nebelaktion“ den deutschen Text mit dem Titel Der Junge mit der Mundharmonika dazu. Clüver gab in einem späteren Interview an: „Ich habe den Titel in einem Rutsch durchgesungen und Peter tanzte durch das Studio und jubelte “ein Hit, ein Hit – das wird ein Hit”“.
Vor der Singleveröffentlichung tat sich ein Rechtsstreit auf. Einen ähnlichen Gedanken hatte ein Produzententeam um Vicky Leandros, die das Lied ebenfalls in deutscher Sprache, allerdings mit einem anderen Text, aufgenommen hatte. Ihre Fassung mit dem Titel Mundharmonika Boy sollte ebenfalls auf Single veröffentlicht werden, wodurch es zu „Rangeleien“ bezüglich der Rechte kam. Letztendlich bekam Hansa und somit auch Clüver den Zuschlag. Mundharmonika Boy, die Version von Leandros, erschien mit abweichendem deutschen Text auf dem Album Meine Freunde sind die Träume im Jahr 1973. Die Produktion tätigte Leo Leandros, der neue Text stammte von Klaus Munro.

#### Rezeption
Nachdem das Lied anfangs noch eine Absage seitens der ZDF-Hitparade Ende 1972 bekommen hatte, machte die Plattenfirma von ihrem Recht gebrauch, einen Titel auch zweimal anbieten zu dürfen. Beim zweiten Versuch ging der Vorschlag durch und Der Junge mit der Mundharmonika konnte letztlich einige Erfolge in der ZDF-Hitparade für sich verbuchen. In der 42. Folge vom 20. Januar 1973 trat Clüver mit dem Titel als erste Neuvorstellung auf. In der nächsten Ausgabe vom 17. Februar 1973 konnte sich Der Junge mit der Mundharmonika auf dem vierten Platz positionieren. In der 44. Folge vom 17. März 1973 stieg das Lied um zwei Plätze und landete auf dem zweiten Rang. Clüver musste sich lediglich Chris Roberts und dem Titel Mein Schatz Du bist 'ne Wucht! geschlagen geben. Weil Clüver drei Mal mit dem Titel in der Hitparade auftrat, stand er mit diesem für die kommende Ausgabe nicht mehr zur Wahl. Am 29. September 1973 gewann das Lied einen Goldenen Löwen von Radio Luxemburg. Hierbei setzte sich das Stück gegen den drittplatzierten Immer wieder sonntags (Cindy & Bert) sowie den zweitplatzierten Power to All Our Friends (Cliff Richard) durch und teilte sich gemeinsam mit Ein Festival der Liebe (Jürgen Marcus) den ersten Preis. Am 18. Oktober 1985 erhielt Clüver für Der Junge mit der Mundharmonika eine Goldene Stimmgabel.

#### Kommerzieller Erfolg
Der Junge mit der Mundharmonika erreichte in Deutschland die Spitzenposition der Singlecharts und konnte sich insgesamt vier Wochen an der Chartspitze, 17 Wochen in den Top 10 sowie 27 Wochen in den Charts halten. Das Lied war für einen Zeitraum von insgesamt neun Wochen die erfolgreichste deutschsprachige Single in den deutschen Singlecharts. Darüber hinaus belegte die Single Position sechs der Bravo-Jahrescharts 1973. In Österreich erreichte die Single Position sechs und hielt sich sechs Monate in den Top 10 und acht Monate in den Charts platzieren. Hier war Der Junge mit der Mundharmonika für einen Zeitraum von insgesamt drei Monaten die erfolgreichste deutschsprachige Singles in der österreichischen Hitparade. In der Schweiz entwickelte sich die Single ebenfalls zum Nummer-eins-Erfolg, die Single konnte sich sieben Wochen an der Chartspitze halten sowie 19 Wochen in den Top 10 und zugleich in den Charts. Außerhalb der D-A-CH-Staaten erreichte die Single auch die belgischen und niederländischen Charts. In Belgien erreichte die Single Position 25 und hielt sich lediglich eine Woche in den Charts. In den Niederlanden hielt sich die Single fünf Wochen in den Singlecharts und verbuchte mit Position 20 seine höchste Chartnotierung.
Clüver erreichte mit Der Junge mit der Mundharmonika erstmals die Singlecharts in seiner Karriere. Orloff erreichte in seiner Autorentätigkeit hiermit zum 17. Mal die deutschen Singlecharts sowie jeweils zum zweiten Mal die Charts in Österreich und der Schweiz. Es ist sein fünfter Top-10-Erfolg in Deutschland, sowie jeweils nach Du (Peter Maffay) sein zweiter in Österreich und der Schweiz. Der Junge mit der Mundharmonika ist nach Du sein zweiter Nummer-eins-Hit in Deutschland. Als Produzent erreichte Orloff mit dieser Single zum 15. Mal die deutschen Charts sowie zum vierten Mal die Charts in Österreich und zum zweiten Mal die Schweizer Hitparade. Es ist nach Du und Silver Moon Baby (Randolph Rose) sein dritter Top-10-Erfolg in Deutschland, sowie jeweils nach Du sein zweiter in Österreich und der Schweiz. In Deutschland ist Der Junge mit der Mundharmonika nach Du der zweite Nummer-eins-Hit für Orloff als Produzent, in der Schweiz ist es sein erster. In Österreich stellte Der Junge mit der Mundharmonika den bis dato größten Charterfolg Orloffs als Autor und Produzent dar und löste damit Du (Platzierung: 8, Monate: 5) ab. Mit der Autorenbeteiligung und Produktion Der kleine Prinz (Ein Engel, der Sehnsucht heißt) (Bernd Clüver) erreichte er mit Position drei eine höhere Chartnotierung, jedoch konnte sich bis heute keine Autorenbeteiligung oder Produktion von Orloff länger in den österreichischen Singlecharts halten. In der Schweiz löste die Single ebenfalls Du (Platzierung: 2; Wochen: 12) als bis dato größten Erfolg Orloffs als Autor und Produzent ab. Bis heute konnte sich keine Autorenbeteiligung oder Produktion von Orloff höher und länger in der Schweizer Hitparade platzieren. In Belgien und den Niederlanden erreichte Orloff hiermit nach Du und Ein Mädchen für immer (Peter Orloff) jeweils zum dritten Mal die Singlecharts als Autor und Produzent. Für Miró als Autor ist Der Junge mit der Mundharmonika nach Lika an Eagle (Miguel Ríos) und Soley Soley (Middle of the Road) der dritte Charterfolg in Deutschland sowie nach Soley Soley der zweite in der Schweiz und der erste in Österreich. In Deutschland und der Schweiz ist es nach Soley Soley jeweils der zweite Top-10-Erfolg, in der Schweiz sogar der zweite Nummer-eins-Hit. In allen drei Ländern stellt es für Miró die bis dato erfolgreichste Autorenbeteiligung dar.
Am 10. April 1973 bekam Clüver von den Hohner-Werken und seiner Plattenfirma Hansa eine Goldene Mundharmonika für 500.000 verkaufte Singles in München überreicht. Am 1. Mai 1974 bekam Clüver in Berlin eine Goldene Schallplatte für über eine Million verkaufter Singles in Deutschland überreicht. Damit zählt Der Junge mit der Mundharmonika nicht nur zu den meistverkauften Schlagern, sondern insgesamt zu den meistverkauften Singles in Deutschland. Eigenen Angaben zufolge, soll sich die Single zu Der Junge mit der Mundharmonika weltweit über zwei Millionen Mal verkauft haben.

### Weitere Coverversionen
- 1972: Jaromír Mayer (Malý přítel z města N)[34]
- 1973: Balthasar (Der Junge mit dem Hund von Monika)[25][35]
- 1973: Vicky Leandros (Mundharmonika-Boy)[36]
- 1973: Sergio Reis (O Menino da Gaita)[37]
- 1974: Max Greger (Der Junge mit der Mundharmonika)[38]
- 1982: Sylvia (De jongen met de mondharmonica)[39]
- 1989: Peter Orloff (Der Junge mit der Mundharmonika)[40]
- 1994: Christian Anders (Der Junge mit der Mundharmonika)[41]
- 1994: Dieter Thomas Kuhn & Band (Der Junge mit der Mundharmonika)[42]
- 1998: Jo Vally (Een jongen speelt zacht op zijn gitaar)[43]
- 2012: Daniel Diges (El chico de la armónica)[44]
- 2016: Dennie Christian (Der Junge mit der Mundharmonika)[45]
- 2018: Ricky King (Der Junge mit der Mundharmonika)[46]